# IBM Q System One
IBM Q System One — первый в мире коммерческий квантовый компьютер, представленный IBM в январе 2019 года. IBM Q System One — это 20-кубитный компьютер.
Эта интегрированная система квантовых вычислений размещена в герметичном стеклянном кубе 9 × 9 × 9 футов, который должным образом поддерживает переменные среды. Впервые система была протестирована летом 2018 года в течение двух недель в Милане, Италия.
IBM Q System One была разработана IBM Research при поддержке Map Project Office и Universal Design Studio. CERN, ExxonMobil, Fermilab, Аргоннская национальная лаборатория и Национальная лаборатория им. Лоуренса Беркли входят в число клиентов, зарегистрировавшихся для доступа к компьютеру через облако.
6 апреля 2019 года Бостонский музей науки представил новую временную экспозицию, представляющую точную копию IBM Q System One. Выставка продлилась до 31 мая 2019 года.